# Rudolf Werner (Filmemacher)
Rudolf Werner (* 6. März 1941 in Elbing, Westpreußen) ist ein deutscher Journalist und Dokumentarfilmer. Bekannt wurde er als langjähriger Fernsehredakteur und Regisseur des SWR, der zahlreiche Filmpreise erhielt.

## Leben
Werner machte sein Abitur 1961 im pfälzischen Landau. Den Beruf des Journalisten erlernte er mit Volontariat beim Pfälzer Tageblatt in Landau und Weiterbildung am Deutschen Institut für Publizistik in Düsseldorf. Drei Jahre arbeitete er nach Abschluss von 1963 bis 1966 als Redakteur bei der Tageszeitung Mannheimer Morgen. Dann wechselte er 1966 von Print zum Fernsehen auf eine Stelle als Redakteur und Filmemacher beim Süddeutschen Rundfunk Stuttgart. Nach der Fusion von SDR und SWF fand er sich wieder als Redakteur der Abteilung Kultur und Gesellschaft des SWR in Baden-Baden.
Inhaltliche Schwerpunkte seiner Arbeit als Filmemacher waren dokumentarische Porträts von Persönlichkeiten, Institutionen und Landschaften. Außerdem war er viele Jahre als SWR-Hintergrundberichterstatter bei Olympischen Spielen und Weltmeisterschaften zuständig. Daraus gingen zahlreiche filmische Sportlerporträts hervor, etwa über Boris Becker, Dieter Baumann, René Weller, Patriz Ilg, Emil Beck sowie Klaus Schlappner. Dem Deutschen Fußball-Bund widmete er 1975 die kritische Dokumentation Der Ball ist rund. Seit dem Jahr 2002 ist er als freier Journalist tätig.
Rudolf Werner lebt seit Jahrzehnten in Annweiler am Trifels, einem Luftkurort im südlichen Pfälzerwald in Rheinland-Pfalz.

## Filmografie
Von seinen in Jahrzehnten entstandenen über 100 Dokumentarfilmen kann hier nur eine kleine Auswahl genannt werden:
- ARD-Dokumentarfilmreihe Bilderbuch (7 Fernsehfilme, 1996–2005) als Regisseur und Produzent
- 1983: Der smarte René mit der harten Faust, über den Boxer René Weller (Erstsendung 23. Oktober 1983, ARD, 45 Minuten)
- 1986: Das Unsichtbare sichtbar machen über den Fotografen Robert Häusser (Erstsendung 4. November 1986, 3. Programm, 45 Minuten)
- 1993: Friede, Freude, Fischer, kritisch über den Chor-Dirigenten Gotthilf Fischer (Erstsendung 11. Februar 1993, ARD, 60 Minuten)[4]
- 1993: Wie man mit Katzen Mäuse fängt, über den Musical-Manager Friedrich Kurz
- 1993: Als hätten wir das Glück gepachtet, über ein blindes Geschwisterpaar
- 1997: Aber die Erinnerung bleibt, über das Berliner Schlüter-Kino
- 1999: Der Herrgott weiß, was mit uns geschieht, über die Betreiberinnen der Walzmühle (Burladingen) (Erstsendung 25. Dezember 1999, S3, 75 Minuten)

## Auszeichnungen
- 1978: 1. Preis der Stadt Rotterdam für junge Journalisten
- 1984 und 1986: 1. Preis Fernsehwettbewerb der ARD-Regionalprogramme
- 1985: Filmpreis der Deutschen Sportpresse
- 1988: L’Anneau d’Or – Internationales Sportfilmfestival von Lausanne
- 1991: Prix ITB – Internationaler Filmpreis der ITB Berlin
- 1992: Toura d’Or – 1. Preis Internationaler Tourismusfilm
- 1999: Stiftungspreis der Stadt Esslingen am Neckar
- 2001: Bundesverdienstkreuz für das filmische Lebenswerk.[1]